# شاهترباتي
شاهترباتي (سنسكريتية: छत्रपती ) هو لقب ملكي هندي يعادل لقب الإمبراطور. وتعني بالعربية ( المظلة أو السقف ) أي أن الشاهترباتي هو الشخص الذي يعطي الظل لأتباعه ويحميهم.
وأول من أتخذ هذا اللقب هو شيفاجي مؤسس امبراطورية ماراثا في الهند .